# George E. Danielson
George Elmore Danielson, född 20 februari 1915 i Wausa i Nebraska, död 12 september 1998 i Monterey Park i Kalifornien, var en amerikansk demokratisk politiker. Han var ledamot av USA:s representanthus 1971–1982.
Danielson arbetade som FBI-agent 1939–1944. Han efterträdde 1971 George Brown, Jr. som kongressledamot. År 1982 avgick han från kongressen.